# Fairbanks-Morse 38 8-1/8
Fairbanks-Morse 38 8-1/8 — рядный двухтактный дизельный двигатель со встречным движением поршней; цифры в обозначении указывают на длину цилиндров (38 дюймов (965,2 мм)) и их диаметр (8-1/8 дюйма (206,3 мм)).
Разработанная в 1930-е годы, в 1940-х — 1950-х модель 38 8-1/8 получила широкое распространение на дизельных подводных лодках, а также в качестве вспомогательной силовой установки на атомных подлодках; ограниченно использовалась и на локомотивах. В годы Второй мировой данный двигатель по ленд-лизу (как судовая силовая установка) попал в СССР, где был скопирован и выпускался под обозначением Д100.
Модификация 38D8-1/8 выпускается преемниками Fairbanks-Morse вплоть по настоящее время (по данным на 2019 год).

## История
В начале 1930-х годов немецкая авиастроительная  компания  Юнкерс (Junkers) создала рядный двухтактный дизельный двигатель Jumo 205 со встречным движением поршней и предназначенный для применения в авиации. Fairbanks-Morse заинтересовалась новой схемой и приобрела лицензию, после чего разработала свой двигатель серии 38 с ходом поршня 10 дюймов (254,0 мм) и диаметром цилиндров 8 дюймов (203,2 мм), оба коленчатых вала которого соединялись зубчатой передачей; позже была создана модификация 38A8 с восемью цилиндрами, рабочим объёмом 8042 кубических дюйма (131,8 литра) и мощностью 1200 лошадиных сил (880 кВт) при 720 об/мин. В декабре 1934 года ВМФ США заказал восемь дизелей 38A8 — по четыре на подводные лодки «Планжер» и «Поллак». Опыт эксплуатации привёл к появлению модификации 38D8, у которой коленчатые валы теперь соединялись цепной передачей.
В 1937 году серия 38 была переработана для увеличения мощности. Цепная передача была заменена двумя коническими с промежуточным вертикальным валом. Диаметр цилиндров увеличили на 1/8 дюйма (3,2 мм), а также появилась возможность создавать версии с 9 и 10 цилиндрами; обозначение при этом сменилось на 38 8-1/8. В 10-цилиндровом варианте двигатель имел рабочий объём 10 370 кубических дюймов (169,9 литров) и выдавал мощность 1600 лошадиных сил (1200 кВт) при 720 об/мин. Модель 38 8-1/8 предлагалась в вариантах с 4, 5, 6, 8, 9, 10 и 12 цилиндрами, а также с турбонаддувом или без него. Общий выпуск только за годы Второй мировой составил около 1650 штук.
В 1939 году компания FM спроектировала уменьшенную версию 38D, которую можно было использовать в качестве вспомогательной силовой установки. Эта модель получила обозначение 38E5-1/4 и имела диаметр цилиндров 5-1/4 дюйма (133,4 мм) при ходе поршня 7-1/4 дюйма (184,1 мм); она выпускалась в вариантах с 3, 5 и 7 цилиндрами. Семицилиндровый 38E5-1/4 имел объём 2197 кубических дюймов (36,0 литров) и мощность 467 лошадиных сил (343 кВт) при 1200 об/мин. Общий выпуск версии 38E5-1/4 за период Второй мировой составил около 630 штук.

## Преимущества
По сравнению с классическими дизельными двигателями двухтактный FM 38 8-1/8 имеет следующие преимущества:
- Небольшая ширина, что особенно актуально на подводных лодках. К тому же по габаритам он оказался близок к паровым компаунд-машинам, что упрощало перевод кораблей на дизельную тягу.
- Высокая удельная мощность, благодаря чему зачастую можно отказаться от турбонаддува, что положительно сказывается на надёжности установки.
- Отсутствуют клапанный механизм и головка блока цилиндров, что упрощает конструкцию и значительно повышает надёжность.

## Применение
Двигатель 38 8-1/8 массово применялся на подводных лодках ВМФ США, так как отлично вписывался в их узкие габариты, что упрощало доступ к нему при обслуживании и ремонте, имел высокую надёжность, а для охлаждения можно было использовать забортную морскую воду. Например, он использовался на дизель-электрических классах «Балао», «Барбел», «Гато», «Грейбэк», «Сейлфиш», «Тамбор», «Тенч» и «Тэнг», а также в качестве вспомогательной силовой установки на атомных классах «Лос-Анджелес», «Огайо» и «Сивулф». Плавучие базы оборудовались несколькими дизелями этой серии, которые при необходимости служили источниками запчастей для двигателей субмарин.
FM 38 8-1/8 широко применялся и на надводных военных кораблях, включая торпедные и патрульные катера, эсминцы (например, типа «Эдсолл»), а также используется в гражданском флоте на различных типах судов. В частности, его 10-цилиндровая версия использовалась на ледоколах типа «Уинд», три из которых были поставлены по ленд-лизу в СССР; в 1948 году эти дизели были скопированы и начали выпускаться под обозначением 2Д100.

## В культуре
В фильме «Убрать перископ» события разворачиваются на подводной лодке «Стингрэй», которую изображала «Помпанито», имеющая силовую установку из четырёх дизелей Fairbanks-Morse модели 38D8-1/8. Ближе к финалу, в сцене ухода «Стингрэй» от погони атомохода «Орландо», старый инженер Говард (его играет Гарри Стэнтон) заливал в двигатель виски для повышения мощности.